# Rod Cameron
Rod Cameron (ur. 7 grudnia 1910, zm. 21 grudnia 1983) – kanadyjski aktor filmowy i telewizyjny. Zmarł na raka.

## Filmografia
seriale
- 1953: Letter to Loretta jako Dave Goodwick / Warren
- 1955: Alfred Hitchcock przedstawia jako Pan Newsome
- 1966: The Iron Horse jako Major Rogers
- 1971: Alias Smith and Jones jako Szeryf Grimly
- 1974: The Rockford Files jako Jack Chilson

film
- 1939: Heritage of the Desert
- 1940: Boże Narodzenie w lipcu jako Dick (współpracownik)
- 1943: 'Gung Ho!': The Story of Carlson's Makin Island Raiders jako Rube Tedrow
- 1948: The Plunderers jako John Drum
- 1958: Bezgraniczny strach jako Jeff Keenan
- 1977: Love and the Midnight Auto Supply jako Szeryf Dawson

## Wyróżnienia
Posiada swoją gwiazdę na Hollywoodzkiej Alei Gwiazd.